# USS Bear
Pour les articles homonymes, voir Bear.
Le USS Bear est un voilier équipé d'un moteur à vapeur, à la coque épaisse et qui connaît une exceptionnelle carrière dans différents environnements polaires et sous différents drapeaux. C'est un précurseur des navires brise-glaces modernes, et ses emplois sont très variés. Le site officiel des garde-côtes américains dit du Bear que c'est « sans doute le navire le plus célèbre de toute l'histoire des garde-côtes ».

## Historique
Le Bear est construit en Écosse en 1874 pour la chasse aux phoques, ce à quoi il est employé pendant dix ans au large de Terre-Neuve. Au milieu des années 1880, il participe à la recherche de l'expédition Greely dont il récupère les survivants. Acquis en 1884 par le gouvernement américain, le Bear est ensuite employé pour surveiller les 20000 miles de côtes de l'Alaska sous les ordres du capitaine Michael Healy (en). Il participe aux secours après le grand tremblement de terre de San Francisco en 1906. Il sert pendant la Première Guerre mondiale et sera utilisé pour livrer des fournitures pendant la pandémie de grippe espagnole.
À la fin des années 1920, le Bear est exploité comme navire musée à Oakland en Californie, et sert de décor en 1930 pour une adaptation filmée de l'ouvrage de Jack London Le Loup des mers. Il est racheté par l'amiral Richard Byrd pour sa deuxième expédition vers l'Antarctique ; le navire sera d'ailleurs à nouveau expédié dans cette zone en 1941 pour y évacuer des ressortissants américains alors que le pays s'engage dans le conflit mondial. Durant la guerre, il est employé par la marine américaine pour patrouiller le long des côtes du Groenland. En 1941, il participe à la capture du navire espion allemand SS Buskø qui est utilisé pour analyser les conditions météorologiques dans l'océan Atlantique nord.
Au sortir de la guerre, le Bear retourne à ses fonctions de chasseur de phoques. En 1963, lors d'une opération de remorquage, le Bear est accidenté et coule dans l'Atlantique nord, au large de l'île du cap de Sable au sud de la Nouvelle-Écosse. En 2021, après plusieurs tentatives de recherche de l'épave depuis la fin des années 1970, elle est finalement localisée par une équipe d’océanographes.